# Stralauer Vorstadt

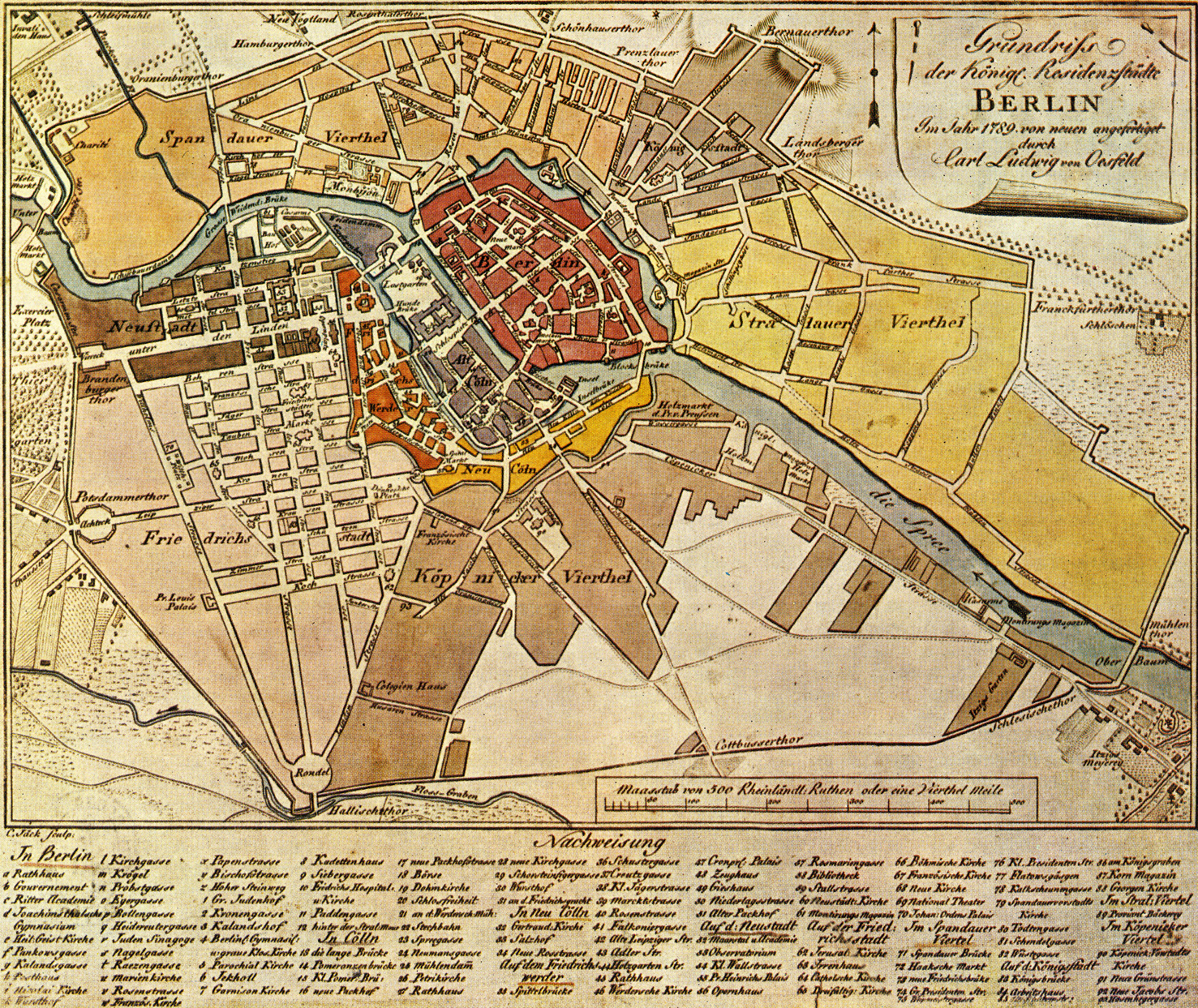
Das „Stralauer Vierthel“, 1789, innerhalb der Zollmauer

Die Stralauer Vorstadt zur Zeit des Kaiserreichs

Die Stralauer Vorstadt (auch: Stralauer Viertel) ist ein historischer Stadtteil, der heute zum Teil im Berliner Ortsteil Mitte liegt und sich nach jenseits der Ortsgrenze, nach Friedrichshain erstreckt.

## Geographie
Die Stralauer Vorstadt in ihrer größten Ausdehnung wurde 1920 im Westen begrenzt durch Alt-Berlin, im Norden durch die Königsstadt, im Osten durch die Ringbahn bzw. die Grenze zu Boxhagen und im Süden durch die Spree.
Mit der Luisenstadt ist sie über die Spree durch die Jannowitzbrücke, die Michaelbrücke, die  Schillingbrücke und die Oberbaumbrücke verbunden. Bis 1945 existierte mit der Brommybrücke ein weiterer Spreeübergang. Für die im Zweiten Weltkrieg zerstörte Brücke gibt es Wiederaufbaupläne.
Südöstlich liegt die Ortslage Stralau, die auf ein ehemaliges gleichnamiges Dorf zurückgeht.

## Geschichte

### Namenserläuterung
Die Stralauer Vorstadt war die Vorstadt vor dem Stralauer Tor und wurde aus diesem Grund Stralauer Vorstadt genannt. Es gab aber auch die Bezeichnung Stralauer Viertel. Heute ist der Gebrauch dieser Namen weitgehend aus dem allgemeinen Sprachgebrauch verschwunden; lediglich ein statistischer Bezirk im Ortsteil Mitte trägt noch diesen Namen.

### 17.–21. Jahrhundert
Die Stralauer Vorstadt entstand am Ende des 17. Jahrhunderts vor dem Stralauer Tor der Berliner Festungsmauer. Sie wurde im 18. Jahrhundert mit dem Bau der Berliner Zollmauer ins Berliner Stadtgebiet einbezogen und seitdem überwiegend Stralauer Viertel genannt. Die Zollmauer verlief anfänglich entlang des heutigen Straßenzuges Friedenstraße – Marchlewskistraße – Warschauer Straße bis zum Oberbaum an der Spree. Im 19. Jahrhundert wurden weitere außerhalb der Zollmauer gelegene Gebiete nach Berlin eingemeindet, sodass die Stralauer Vorstadt sich schließlich nach Osten bis zur Berliner Ringbahn ausdehnte. Lediglich die innerhalb der Ringbahn gelegenen Teile von Boxhagen und Friedrichsberg wurden erst 1920 nach Berlin eingemeindet.
Im 19. Jahrhundert entwickelte sich die Stralauer Vorstadt zu einem Industrie- und Arbeiterbezirk mit dichter Mietskasernenbebauung. Bei der Bildung von Groß-Berlin im Jahr 1920 ging die Stralauer Vorstadt zum größten Teil in den neuen Bezirk Friedrichshain auf. Das Gebiet westlich der heutigen Lichtenberger Straße kam zum Bezirk Mitte. Im Zweiten Weltkrieg wurden große Teile der Stralauer Vorstadt flächendeckend zerstört. Beim Wiederaufbau wurde das gesamte alte Straßenraster westlich der Koppenstraße überbaut und neu gestaltet.

## Bevölkerungsentwicklung
Die Einwohnerzahl des Stadtteils Stralauer Viertel (so der amtliche Name der Stralauer Vorstadt im 19. Jahrhundert) stieg von 80.391 im Jahr 1867 bis auf den Höchststand von 302.208 im Jahr 1910.

## Wirtschaft
An der Ringbahn wurde 1881 auf einem 1878 eingemeindeten Gelände der Zentralvieh- und Schlachthof eröffnet. 1991 wurde der Betrieb eingestellt.

## Infrastruktur

### Eisenbahn
Im Jahr 1842 wurde der Schlesischer Bahnhof als Kopfbahnhof eröffnet und 1882 zu einem Durchgangsbahnhof umgebaut. Sein heutiger Name ist Ostbahnhof.
Am Küstriner Platz, dem heutigen Franz-Mehring-Platz ließ 1867 die Preußische Ostbahn einen weiteren Kopfbahnhof errichten, den damaligen Ostbahnhof. Er wurde 1882 für den Personenverkehr geschlossen und 1929 zum Varieté-Theater Plaza umgebaut. Im Zweiten Weltkrieg wurde das Gebäude zerstört.

### Öffentliche Verkehrsmittel
Mit der Eröffnung der Stadtbahn 1882 hatte die Stralauer Vorstadt Anschluss an das von da an ständig wachsende Schnellbahnnetz der Stadt. Der Stadtbahnviadukt, teilweise auf dem ehemaligen Festungsgraben angelegt, bildet zwischen Alexanderplatz und Jannowitzbrücke die Grenze zwischen der Stralauer Vorstadt und Alt-Berlin.
Im Jahr 1902 kam die Hoch- und Untergrundbahnstrecke zum Bahnhof Knie (heute: Ernst-Reuter Platz) mit dem heutigen Bahnhof Warschauer Straße dazu. Der Bahnhof Stralauer Tor, 1924 in Osthafen umbenannt, wurde im Zweiten Weltkrieg zerstört und nicht wiederaufgebaut.

### Häfen
Zwischen Stralauer Allee und der Spree wurde 1913 der Osthafen eröffnet. Er war bis zum Bau des Westhafens der größte Binnenhafen der Stadt. Der Hafenbetrieb wurde 2005 eingestellt.

## Kultur und Sehenswürdigkeiten

### Bedeutende Bauten
Besonders markant ist die Neubebauung der Karl-Marx-Allee von Anfang der 1950er Jahre mit großen, heute denkmalgeschützten Wohngebäuden im Stil des Sozialistischen Klassizismus zwischen Frankfurter Tor und Strausberger Platz.

### Plätze
- Landsberger Platz, am Ort des ehemaligen Landsberger Tors, ab 1950 Leninplatz, seit 1992 Platz der Vereinten Nationen
- Baltenplatz, seit 1948 Bersarinplatz
- Andreasplatz, heute nicht mehr als Platz erkennbar
- Forckenbeckplatz, in den 1890er Jahren im Samariterviertel angelegt
- Petersburger Platz, in den 1890er Jahren angelegt

### Kirchen
- St.-Markus-Kirche, 1855 als erste Kirche der Stralauer Vorstadt in der Weberstraße errichtet, 1944 zerstört, Ruine 1957 abgeräumt
- St.-Andreas-Kirche, 1856 in der Andreasstraße errichtet, 1944 ausgebrannt, Ruine 1949 gesprengt und abgeräumt
- Samariterkirche, 1894 am Samariterplatz errichtet
- St.-Pius-Kirche, 1895 in der Palisadenstraße errichtet
- Auferstehungskirche, 1895 in der Friedensstraße errichtet
- St.-Antonius-Kirche, 1895 in der Rüdersdorfer Straße errichtet
- Lazaruskirche, 1905 in der Grünberger Straße errichtet, 1945 ausgebrannt, Ruine 1949 gesprengt und abgeräumt
- Zwinglikirche, 1908 am Rudolfplatz errichtet